# Kibombo (territoire)
Le territoire de Kibombo est une entité administrative déconcentrée de la province du Maniema en république démocratique du Congo. Le Kikusu est la langue locale. Le territoire a cinq secteurs (jadis collectivité): Ankutshu, Aluba, Bakongola, Matapa et Bahina.

## Géographie
Il est traversé par le fleuve Congo sous le nom de Lualaba. 

## Histoire
Modèle:2233

## Subdivisions
Le territoire est constitué d'une commune et de cinq chefferies :
| Subdivision | Statut    |
| ----------- | --------- |
| Kibombo     | Commune   |
| Aluba       | Chefferie |
| Ankutshu    | Chefferie |
| Bahina      | Chefferie |
| Bakongola   | Chefferie |
| Matapa      | Chefferie |

## Économie
Le chef-lieu provincial, Kindu possède aussi une gare ferroviaire, le train Kambelembele reliant Kindu à Lubumbashi et reliant Kindu à Kalemie passe par Kibombo 117. Ce nombre signifie que Kibombo est à 117 km de Kindu, chef-lieu de la province. 